# Bucine
Bucine (pronuncia Bùcine) è un comune italiano di 9 913 abitanti della provincia di Arezzo in Toscana.

## Geografia fisica
- Classificazione sismica: zona 3 (sismicità bassa), Ordinanza PCM 3274 del 20/03/2003
- Classificazione climatica: zona D, 2050 GR/G
- Diffusività atmosferica: alta, Ibimet CNR 2002

## Storia

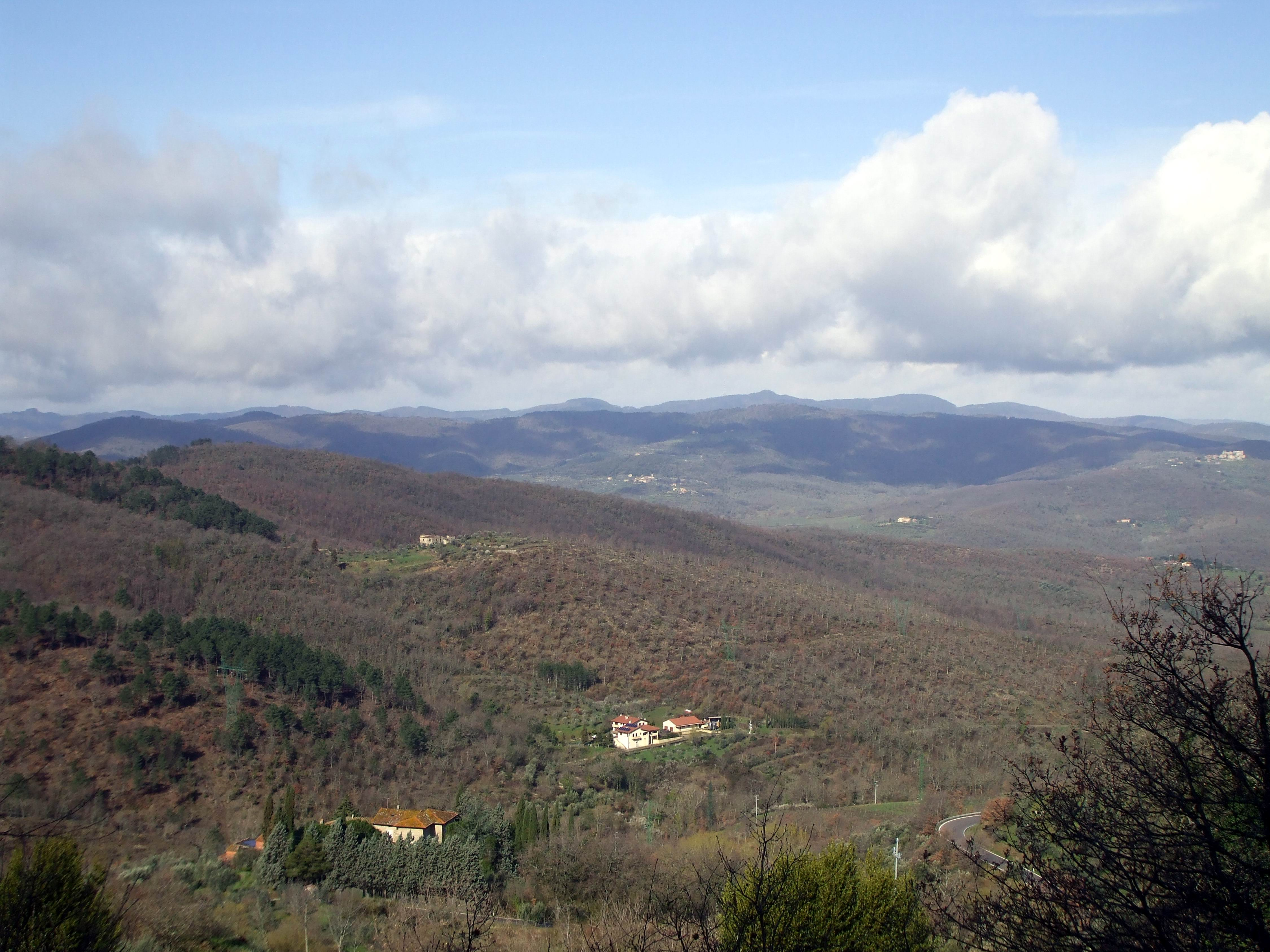
Bucine, la Valdambra ed i monti del Chianti; sullo sfondo da sinistra le frazioni di Duddova e Cennina.

Posto nella fascia dove gli estremi monti del Chianti vanno a toccare la valle superiore dell'Arno, lungo il percorso del torrente Ambra nell'omonima valle, il territorio del comune di Bucine ha avuto insediamenti ed è stato zona di transito fin dal periodo romano (come testimonia l'antico ponte di Pogi).
Collocate a poche decine di chilometri da centri importanti come Firenze, Arezzo e Siena, Bucine e la Valdambra hanno ricoperto dall'Età Romanica in poi un importante ruolo di territorio di confine. Nel Medioevo le sorti dell'attuale Comune furono infatti determinate dalle potenti famiglie che avevano i loro possedimenti lungo le meravigliose colline che accompagnano l'Ambra verso l'Arno.
A partire dal XIII secolo i conti Guidi di Modigliana possedevano la parte riguardante Bucine, Pogi, Torre Santa Reparata, Galatrona, oltre che Caposelvi e Rendola, tutti castelli che dal 1208 vennero organizzati sotto lo Statuto della Val d'Ambra e che nel 1225 gli stessi Guidi misero sotto la protezione del comune di Arezzo e del suo visconte, Orlando degli Albergotti. Nello stesso periodo gli Ubertini di Chitignano possedevano invece l'Alta Valle che comprendeva Ambra, Rapale, Sogna, Badia a Ruoti e Pietraviva. L'abbazia di Santa Maria d'Agnano aveva giurisdizione oltre che sul comune omonimo anche su Capannole, Castiglion Alberti e San Pancrazio. Anche i Tarlati di Arezzo avevano possessi in queste terre, e intorno al 1325 si impadronirono con le armi del castello di Bucine, strappandolo ai Guidi.
Gli interessi di tanti feudatari però si scontrarono inevitabilmente con la politica espansionistica della Repubblica Fiorentina e a partire dal 1335 i territori di Bucine, Cennina, Galatrona, Torri, Rendola, Santa Reparata e quelli della Valdambra Fiorentina entrarono a far parte del dominio di Firenze e vennero organizzati in Podesteria (l'annessione fu sancita dal trattato di Sarzana nel 1353).
La Repubblica Fiorentina continuò nei decenni successivi il suo progressivo inserimento nella zona, formando nel 1360 una "Lega" che prese appunto il nome di "Valdambra" e conquistando negli anni a cavallo fra il XIV e XV secolo anche l'alta Valdambra che era rimasta dominio degli Ubertini.

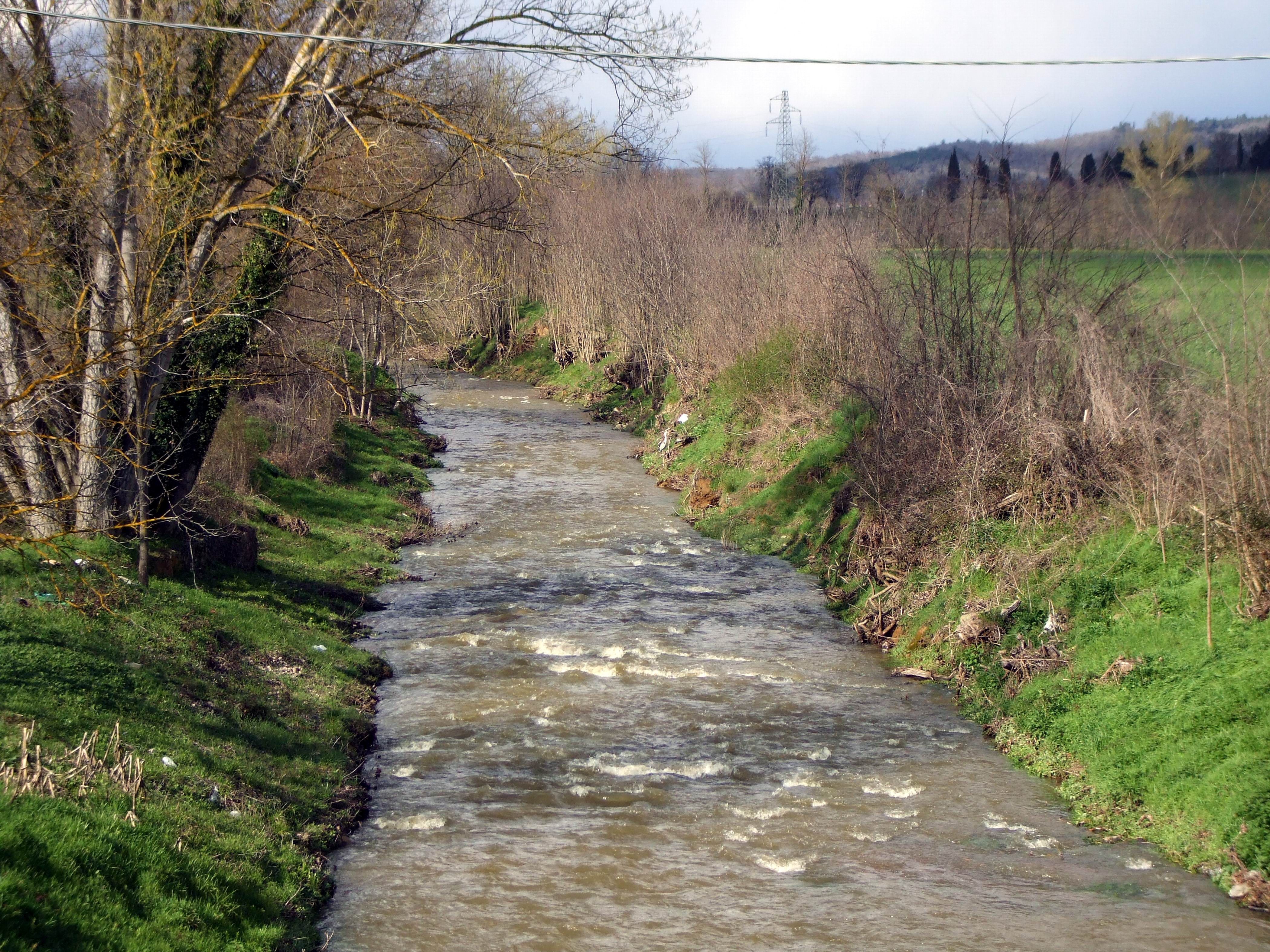
Il torrente Ambra

Nel 1645 Ferdinando II de' Medici eresse in feudo il Comune di Bucine e ne investì con titolo di marchesato Giulio Vitelli (9 settembre 1646), investitura che fu poi rinnovata nel 1738 a vantaggio di Niccolò Vitelli, i cui discendenti lo ebbero fino al 1778.
Il resto della Valdambra rimase invece una Podesteria formata solo dal territorio dei cinque comuni distrettuali.
Nel periodo della dominazione francese, la Comunità di Bucine assunse l'organizzazione amministrativa delle "mairies" e fu compresa fino al 1811 nel Dipartimento della Prefettura dell'Arno e nel Circondario di Arezzo. Successivamente venne ricostruita la Podesteria del Bucine Valdambra nella sua circoscrizione originaria comprendendo un territorio di ben ventiquattro comuni, motivo per cui anche l'attuale Comune è rimasto molto esteso.
Nacquero e vissero in questa terra Gregorio Stendardi, detto Goro da Montebenichi, capitano di ventura che militò per la Repubblica Fiorentina all'ordine di Francesco Ferrucci nel 1529; Niccolò Angeli, detto Angelo Buccinese, insigne latinista (XVI secolo); Sanleolini da San Leolino, letterato e poeta vissuto nel XVIII secolo.
Al plebiscito del 1860 per l'annessione della Toscana alla Sardegna i "sì" non ottennero la maggioranza degli aventi diritto (720 su totale di 1949), con un astensionismo da record.

### Simboli
Lo stemma e il gonfalone sono stati concessi con DPR del 16 agosto 1952.
Stemma
Gonfalone

### Onorificenze

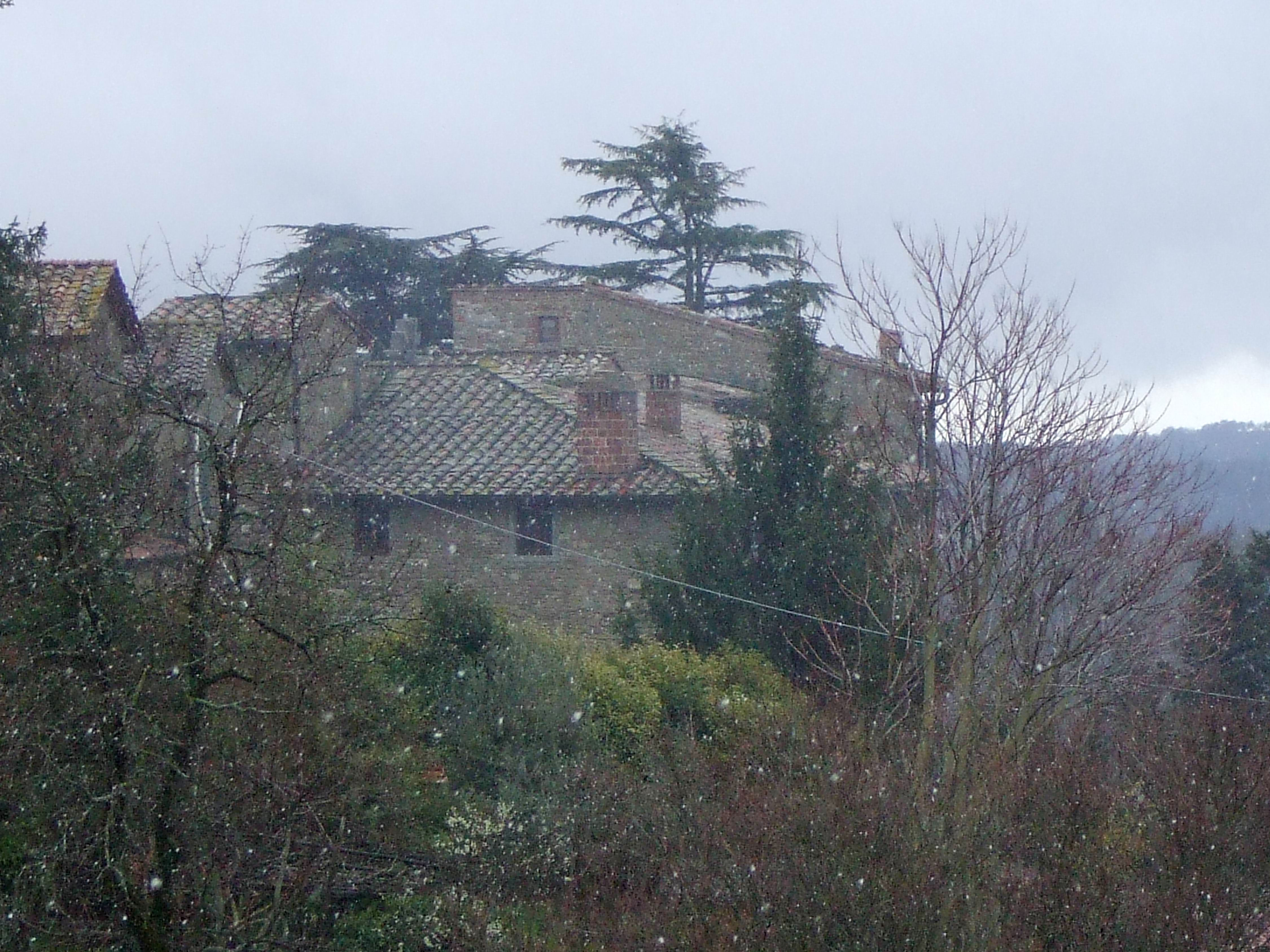
Bucine, nevica sul palazzo podestarile della frazione di San Pancrazio, del XVII secolo, tristemente noto per l'eccidio nazista del 1944

Il comune è stato insignito della Medaglia d'oro al valor civile per atti di abnegazione durante il secondo conflitto mondiale.

## Monumenti e luoghi d'interesse

### Architetture religiose
- Chiesa di Santa Maria Assunta
- Abbazia di Santa Maria di Agnano
- Chiesa dei Santi Tiburzio e Susanna
- Chiesa della Compagnia della Visitazione
- Badia di San Pietro a Ruoti
- Chiesa di San Giovanni Battista
- Chiesa di San Salvatore
- Chiesa di San Quirico (Bucine)
- Pieve di San Giovanni Battista a Galatrona
- Santuario di Santa Maria della Ginestra
- Pieve di Santa Maria Assunta in Altaserra
- Chiesa di San Leolino

### Architetture civili
- Municipio Palazzo comunale - Palazzo del Podestà
- Teatro comunale
- Teatro della Società filodrammatica
- Ponte romano di Pogi
- Viadotto ferroviario di Bucine[8]
- Resti ponte medievale sull'Ambra a Bucine
- Castello di Lupinari

### Architetture militari
- Castello di Cennina
- Castelletto di Montebenichi
- Torre di Galatrona
- Mura di San Leolino
- Resti rocca medievale di Sogna
- Resti di mura e borgo fortificato Rapale

## Società

### Evoluzione demografica
Abitanti censiti

### Etnie e minoranze straniere
Secondo i dati ISTAT al 31 dicembre 2009 la popolazione straniera residente era di 892 persone. Le nazionalità maggiormente rappresentate in base alla loro percentuale sul totale della popolazione residente erano:
- Albania 247 2,43%
- Romania 174 1,71%
- India 102 1,00%

## Geografia antropica

### Frazioni
Secondo lo statuto comunale, il comune di Bucine è composto da altri tredici centri abitati con il titolo di frazione.
- Ambra (254 m s.l.m., 1 147 ab.)
- Badia Agnano (271 m s.l.m., 825 ab.)
- Badia a Ruoti (261 m s.l.m., 209 ab.)
- Capannole (236 m s.l.m., 98 ab.)
- Cennina (474 m s.l.m., 21 ab.)
- Levane (159 m s.l.m., 1 637 ab.)
- Mercatale-Torre (261 m s.l.m., 801 ab.)
- Montebenichi (506 m s.l.m., 43 ab.)
- Pietraviva (285 m s.l.m., 273 ab.)
- Pogi (222 m s.l.m., 248 ab.)
- Rapale (481 m s.l.m., 24 ab.)
- San Leolino (366 m s.l.m., 91 ab.)
- San Pancrazio (511 m s.l.m., 177 ab.)

#### Cennina
Cennina è un borgo situato sulle pendici sudorientali dei monti del Chianti, in Toscana. È situato in posizione quasi baricentrica rispetto a Firenze, Arezzo e Siena. La sua storia risale forse a origini etrusche, ma molte epoche storiche vi hanno lasciato tracce più o meno importanti. Tra queste la più imponente è ciò che resta di un castello (o meglio un cassero= postazione fortificata a scopi militari) che ebbe grandissima importanza strategica fino al 1335 circa, nelle lotte che con vicende alterne hanno visto fronteggiarsi le truppe di Firenze, Siena e Arezzo o dei loro alleati che vi combatterono anche aspre battaglie.

### Altre località del territorio
Sempre nello statuto comunale, vengono riportate altre località che non possiedono lo status di frazione e che sono bensì indicate come nuclei o agglomerati. È il caso delle località di Case Mearino, Castiglione Alberti, Duddova, Gavignano, Il Fornello, Il Prato di Badia Agnano, Il Vasarri, La Querce, La Villa, Lupinari, Migliarina, Molin di Dino, Molino di Bucine, Perelli, San Martino, Sogna, Solata, Tontenano, Vepri. L'altitudine massima che si registra nel comune di Bucine la troviamo a Poggio Ascensione e Monte di Rota nei pressi di Solata, la cui altezza è 655 metri sul livello del mare.

## Economia
Tempo fa l'economia di Bucine era concentrata soprattutto sull'agricoltura, con all'interno del territorio comunale comunque alcune fabbriche e piccole industrie di tessile e artigianato. Bucine fino agli anni '90 del secolo scorso era uno dei maggiori centri mondiali d'esportazione di scope di erica, poi mercato andato a calare con l'avvento di materiali moderni sintetici, ma alcune realtà ancora nel territorio comunale lavorano ed esportano l'erica, in una piccola curiosità possiamo leggere che nella lavorazione dell'erica bucinese queste si distinguono in piatte, tonde ed a zampa di lepre (queste ultime utilizzate nella pulizia delle strade). Ora ci sono in tutto il territorio diverse fabbriche, piccole e medie industrie ma soprattutto sta prendendo ampio raggio il settore del turismo grazie ai tanti turisti che arrivano nelle campagne bucinesi per cercare relax.
Il comune ospita la fabbrica Valentino Fashion Lab della casa di moda Valentino. La Valentino Fashion Lab, specializzata nella realizzazione di calzature della linea Rockstud, ha subito un incendio ad inizio aprile 2021. 

### Turismo
Bucine è considerato una porta di accesso al Chianti nonché l'ingresso nel Valdarno provenendo da Siena e dalla Valdichiana e centro più grande ed importante della Valdambra. Bucine con il suo territorio risiede al centro del famoso triangolo delle tre città d'arte toscane Firenze-Arezzo-Siena. Dista da Firenze circa 55 km, da Siena circa 35 km e da Arezzo circa 27 km.
Il suo territorio è ricco di grandi vigneti ed oliveti, tanto da far parte dell'"Associazione Nazionale Città del Vino" ed è anche presente nel movimento delle città del buon vivere Cittaslow grazie ai numerosi prodotti del territorio come ad esempio il miele, la frutta e la verdura, i salumi, i formaggi e la carne bovina e suina in genere, l'olio extravergine di oliva della Valdambra ed il vino di ottima qualità. Il territorio offre bellezze naturali e architettoniche, essendo presenti castelli, torri, ponti, palazzi, antiche abbazie, chiese, e piccoli borghi antichi con le loro vecchie mura sparsi dappertutto. La natura del comune di Bucine è rigogliosa e varia, in quanto ricca di boschi, prati, colline, laghi e torrenti, con la possibilità di imbattersi in alberi secolari e monumentali come ad esempio il grande leccio chiamato "la fraschetta" poco fuori dall'abitato a Bucine, o anche l'enorme cipresso lungo la strada che porta alla pieve di Galatrona o ancora il maestoso "olivone" a Montebenichi e la gigantesca Farnia di Badia a Ruoti. In più sono presenti molti sentieri su strade bianche da poter percorrere a piedi, in mountain bike o per chi lo desidera a cavallo.
Molto sviluppato di conseguenza è il settore del turismo - anche a livello internazionale - negli ultimi anni, essendo presenti nel territorio numerose strutture ricettive di ogni genere, dagli agriturismi (in maggior parte) agli alberghi ai bed and breakfast e anche dei campeggi.

## Infrastrutture e trasporti
Bucine dispone di una propria stazione ferroviaria al centro della tratta Firenze-Arezzo-Chiusi, che garantisce collegamenti con Firenze ed Arezzo per tutto l'arco della giornata, mentre le corse autobus sono gestite dalla società consortile Etruria Mobilità la quale effettua oltre che collegamenti con i principali centri del Valdarno anche collegamenti con Siena. Nel periodo estivo grazie ad una compagnia di autobus privata è possibile raggiungere le località di mare della provincia di Grosseto grazie ad un servizio di andata e ritorno.

## Amministrazione
Di seguito è presentata una tabella relativa alle amministrazioni che si sono succedute in questo comune.
| Periodo        | Periodo        | Primo cittadino   | Partito                                                        | Carica  | Note   |
| -------------- | -------------- | ----------------- | -------------------------------------------------------------- | ------- | ------ |
| 14 giugno 1985 | 26 maggio 1990 | Marcello Debolini | Partito Comunista Italiano                                     | Sindaco | [ 11 ] |
| 26 maggio 1990 | 24 aprile 1995 | Cesare Nocentini  | Partito Comunista Italiano, Partito Democratico della Sinistra | Sindaco | [ 11 ] |
| 24 aprile 1995 | 14 giugno 1999 | Paolo Nannini     | centro-sinistra                                                | Sindaco | [ 11 ] |
| 14 giugno 1999 | 14 giugno 2004 | Paolo Nannini     | centro-sinistra                                                | Sindaco | [ 11 ] |
| 14 giugno 2004 | 8 giugno 2009  | Sauro Testi       | centro-sinistra                                                | Sindaco | [ 11 ] |
| 8 giugno 2009  | 26 maggio 2014 | Sauro Testi       | centro-sinistra                                                | Sindaco | [ 11 ] |
| 26 maggio 2014 | 27 maggio 2019 | Pietro Tanzini    | centro-sinistra                                                | Sindaco | [ 11 ] |
| 27 maggio 2019 | in carica      | Nicola Benini     | centro-sinistra                                                | Sindaco | [ 11 ] |

### Gemellaggi
- Samuel, Portogallo, dal 1989
- Bakou, Camerun
- Yraifia, Sahara Occidentale
- Starý Poddvorov, Repubblica Ceca, dal 1989
- Lassee, Austria, dal 1989
- Bièvre, Belgio, dal 1989
- Lefkara, Cipro, dal 1989
- Holmegaard, Danimarca, dal 1989
- Põlva, Estonia, dal 1989
- Kannus, Finlandia, dal 1989
- Cissé, Francia, dal 1989
- Noiseau, Francia, dal 1982
- Hepstedt, Germania, dal 1989
- Kolindros, Grecia, dal 1989
- Cashel, Repubblica d'Irlanda, dal 1989
- Troisvierges, Lussemburgo, dal 1989
- Esch, Paesi Bassi, dal 1989
- Strzyżów, Polonia, dal 1989
- Desborough, Regno Unito, dal 1989
- Medzev, Slovacchia, dal 1989
- Moravče, Slovenia, dal 1989
- Bienvenida, Spagna, dal 1989
- Ockelbo, Svezia, dal 1989
- Nagycenk, Ungheria, dal 1989
- Paularo, Italia, dal 2009

## Sport

### Calcio
La società sportiva più anziana e importante di Bucine è stata la Polisportiva Bucinese 1930, squadra di calcio che dalla stagione 2013-2014 al 2018-2019 ha militato per sei anni consecutivi nel campionato di Eccellenza Toscana (girone B). Nella stagione 2015-2016 la squadra ha raggiunto per la prima volta lo storico traguardo degli spareggi play-off per accedere in serie "D", finendo il campionato al terzo posto; gli spareggi per la promozione in serie "D" sono stati raggiunti anche l'anno successivo. La società in difficoltà economiche è fallita nel 2022 dopo oltre 90 anni di storia, è stata sostituita come squadra del paese dall'Asd Bucine 2020, che attualmente gioca nel campionato di seconda categoria.

### Ciclismo
In frazione Levane ha sede l'Unione Sportiva Fracor, società di ciclismo dilettantistico fondata nel 1955 e che ha potuto vantare tra le proprie file negli anni ciclisti come l'olimpionico Livio Trapè e i futuri professionisti Franco Chioccioli, Giuseppe Petito, Stefano Colagè e Roberto Petito. Ha sede in frazione Mercatale Valdarno un'altra società ciclistica, la Poli Sport Mercatale 2000, storicamente attiva nell'organizzazione della Coppa Fiera di Mercatale, classica gara del calendario dilettantistico toscano, e che negli ultimi anni è subentrata alla Fracor nella gestione di numerose competizioni per dilettanti corse tra Valdarno e Valdambra.

### Altri sport e strutture
Sono attive a Bucine anche una società di volley (Green Volley Bucine) e una di pesca sportiva (Lenza Bucinese).
Nel comune di Bucine sono presenti campi da calcio, campi da calcetto, campi da tennis, un palazzetto dello sport, laghi di pesca sportiva e nello stadio di Bucine c'è anche una pista da atletica. Il 4 settembre 2021 l'amministrazione comunale ha intitolato lo stadio cittadino al calciatore campione del mondo '82 Paolo Rossi, che per tanti anni ha abitato nel territorio di Bucine.

## Riconoscimenti
- Associazione Nazionale Città del Vino
- Città Slow
- Rappresentante per l'Italia alla "Carta dei comuni rurali d'Europa"

## Galleria d'immagini

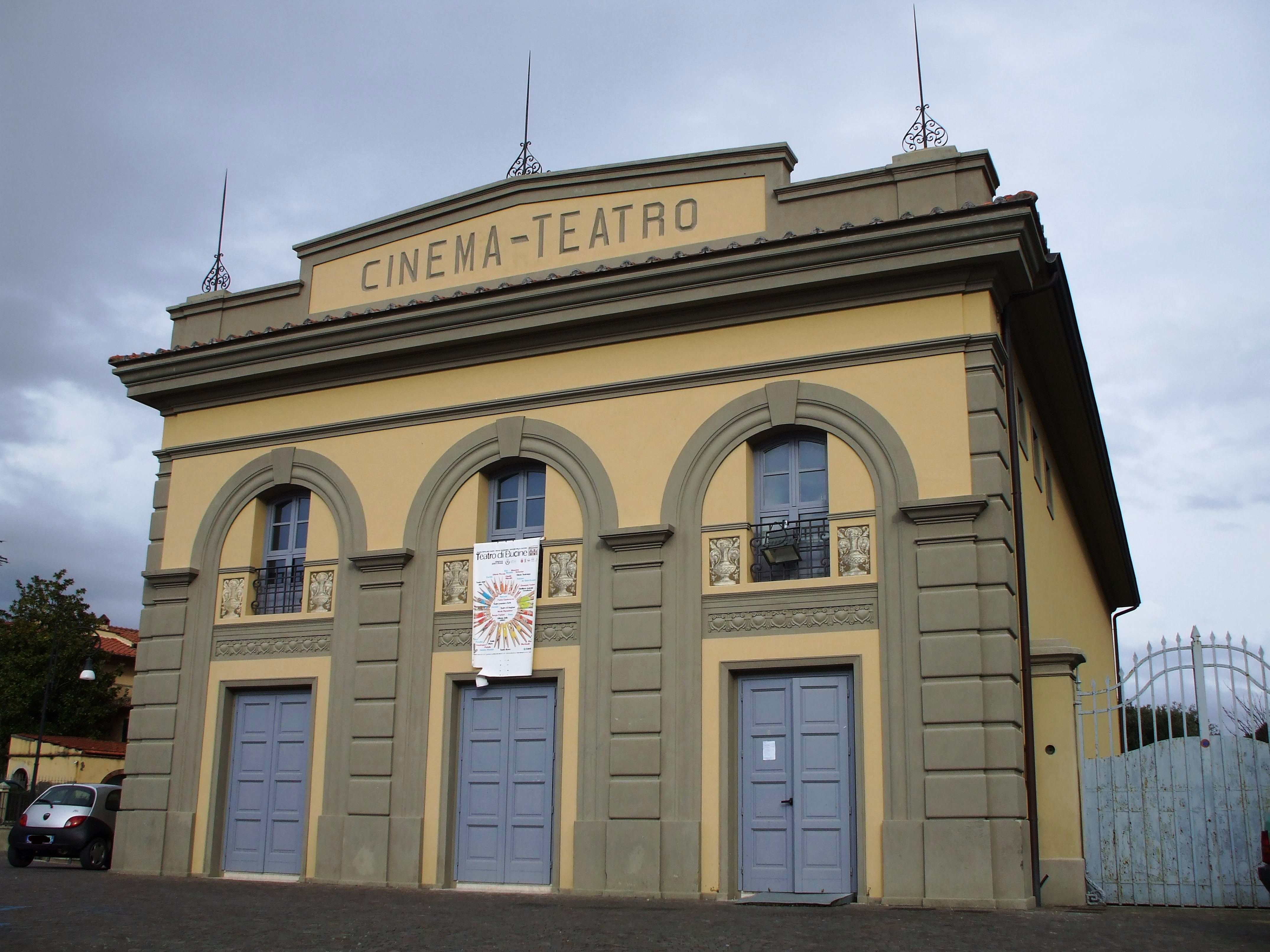
Bucine, l'edificio che ospita il cinema teatro
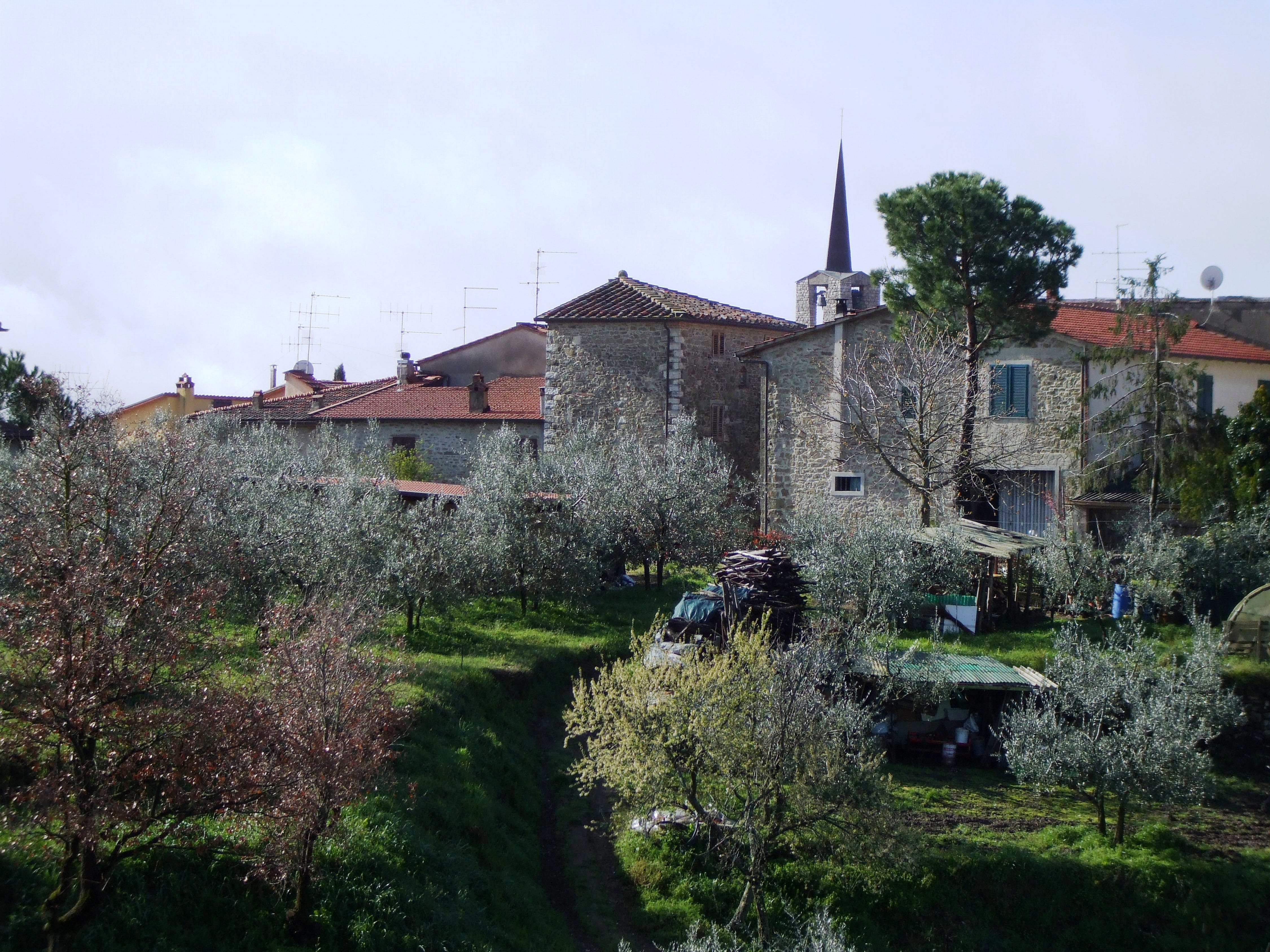
Bucine, la frazione di San Pancrazio, a 509 metri s.l.m.
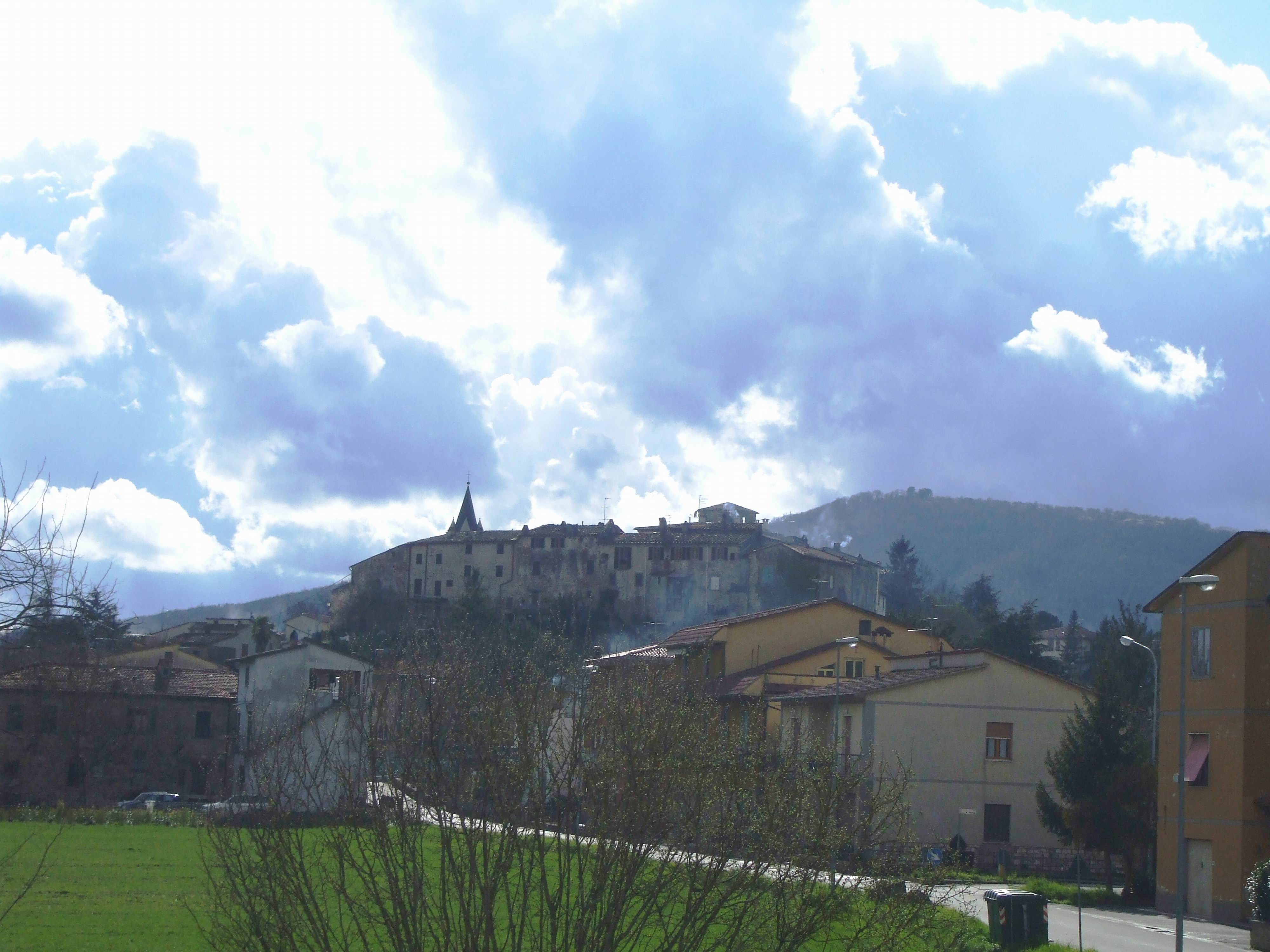
Bucine, la frazione di Ambra
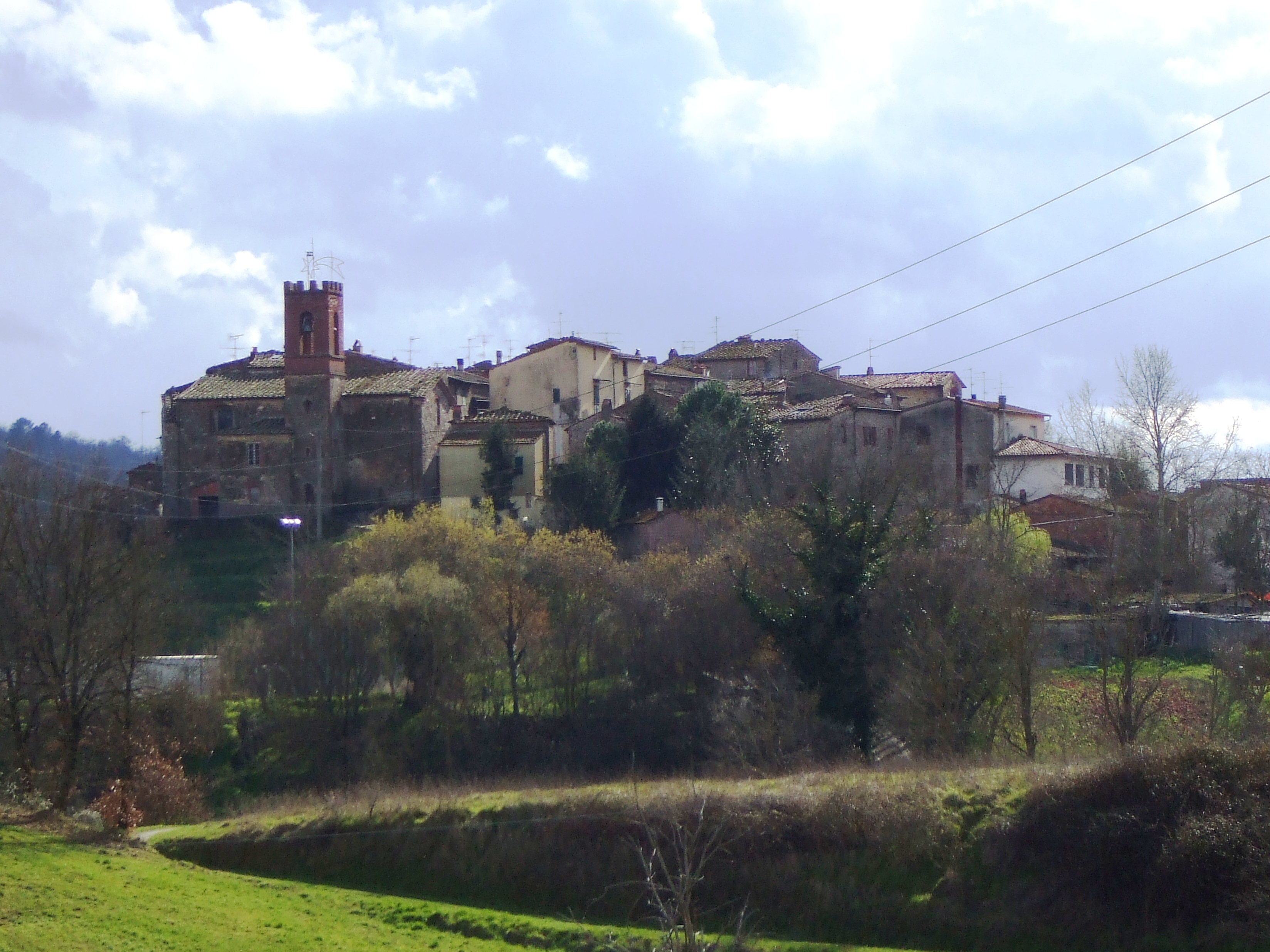
Bucine, la frazione di Pietraviva
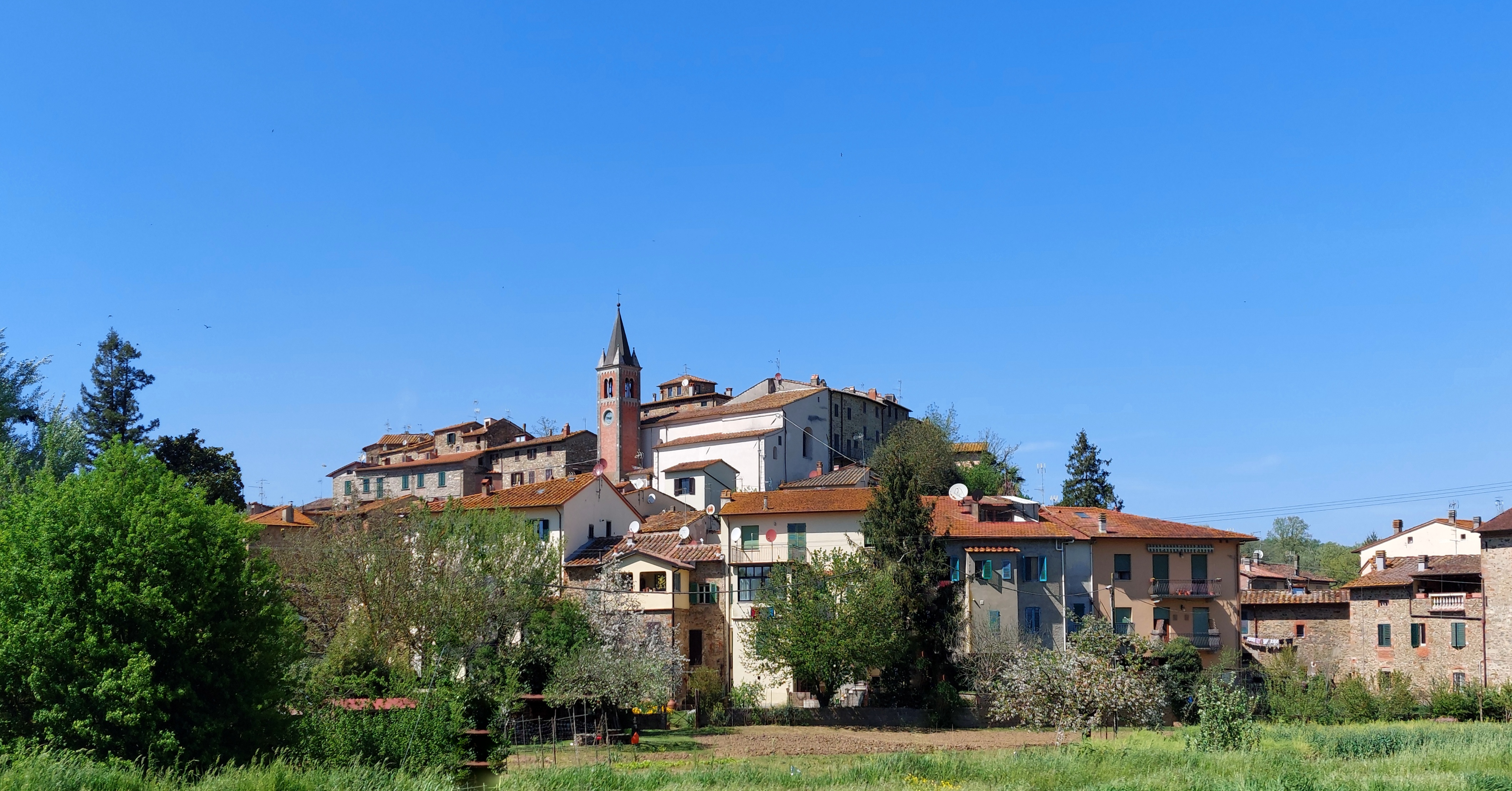
Frazione Ambra nel comune di Bucine (Arezzo)
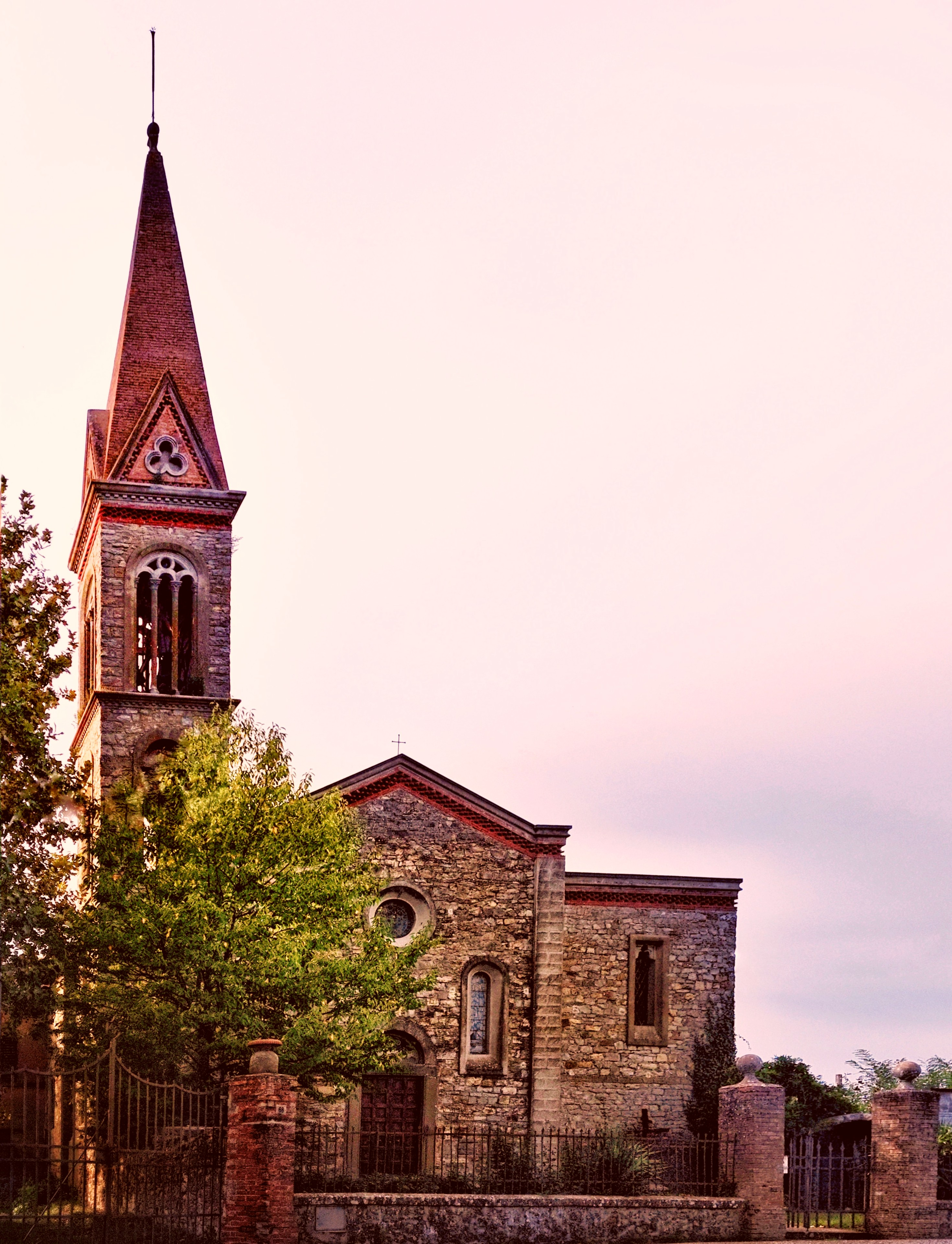
Chiesa di Capannole nel comune di Bucine (Arezzo)